# Alignements von Lampouy
Die Alignements von Lampouy sind fünf Steinreihen (A–E) in Médréac am Westrand des Département Ille-et-Vilaine in der Bretagne in Frankreich.

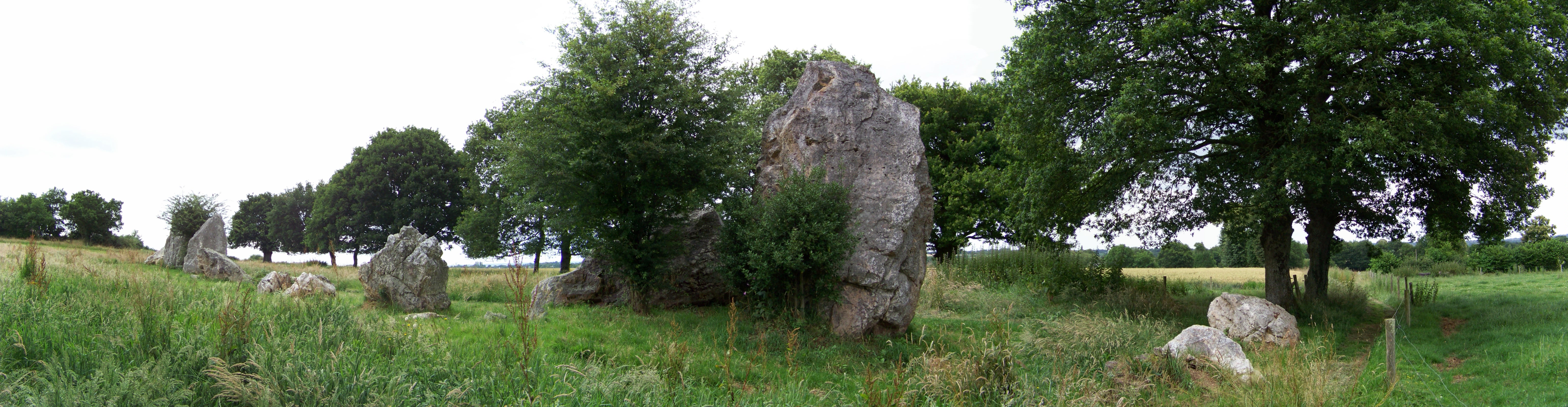
Alignements von Lampouy

Die Steinreihen wurden 1850 von Théodore Danjou de La Garenne (1817–1891) unter dem Namen „Tombelles Chenot“ im historischen und geographischen Wörterbuch der Provinz Bretagne von Jean-Baptiste Ogée (1728–1789) vorgestellt. Die erste detaillierte Beschreibung der Ausrichtungen erfolgt 1883. Diese und spätere Publikationen berichten lange von lediglich vier Steinreihen.

## Die Steinreihen
- Steinreihe A besteht aus neun teils sehr großen und breiten Menhiren zwischen etwa 5,0 und 1,4 m Höhe. Sechs liegen am Boden, einer ist zerbrochen, von den drei stehenden hat einer eine Schieflage.
- Steinreihe B besteht aus elf Menhiren zwischen etwa 3,4 und 1,4 m Höhe. Alle liegen am Boden, einer ist zerbrochen.
- Steinreihe C besteht aus neun teils sehr großen und breiten Menhiren zwischen etwa 5,4 und 2,0 m Höhe. Alle liegen am Boden.
- Steinreihe D besteht aus acht Menhiren zwischen etwa 3,3 und 2,5 m Höhe. Alle liegen am Boden. Drei sind zudem zerbrochen.
- Steinreihe E besteht aus zehn Menhiren zwischen etwa 5,0 und 0,9 m Höhe. Alle liegen am Boden, einer davon ist zerbrochen.

Alignements von Lampouy
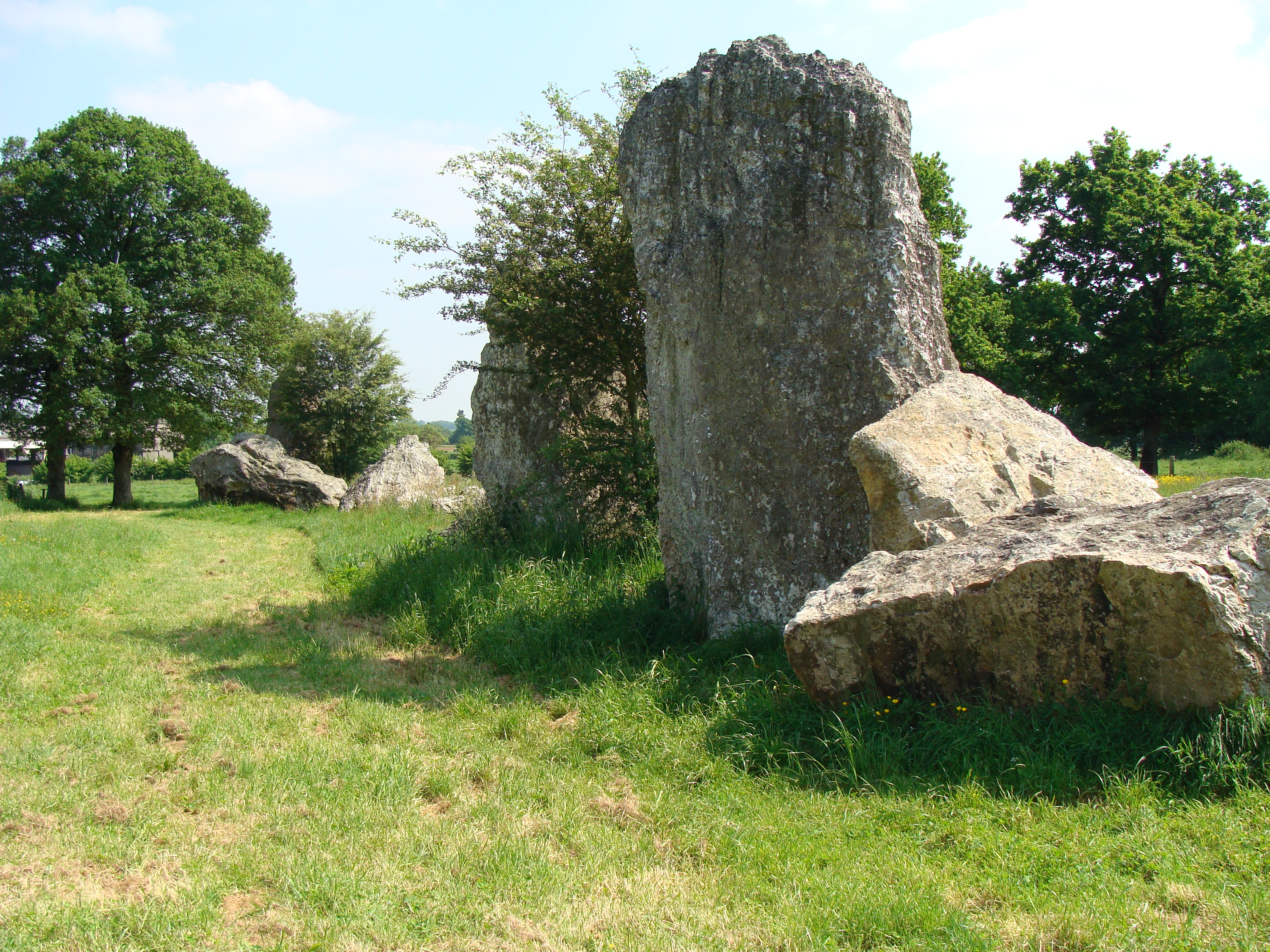
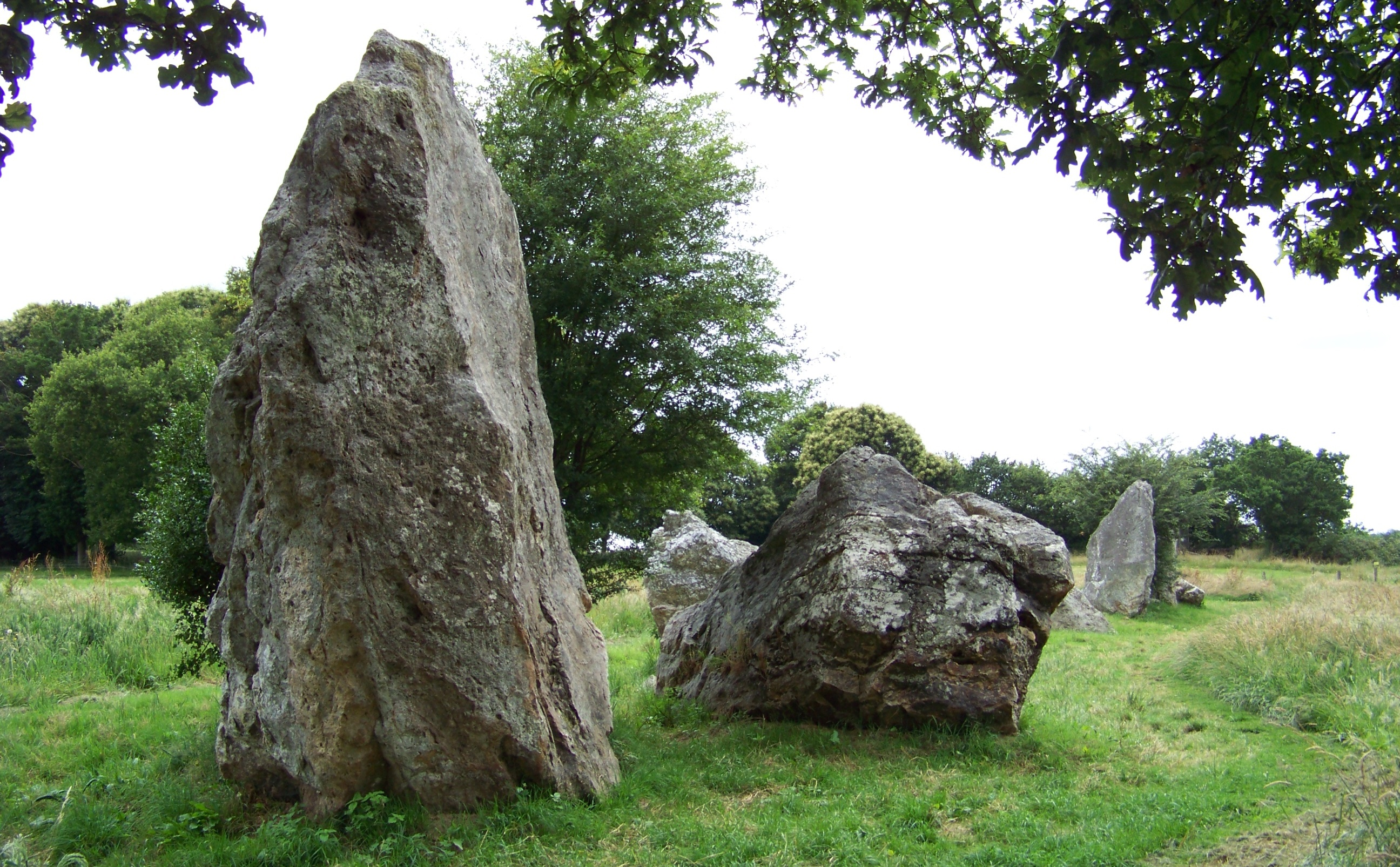
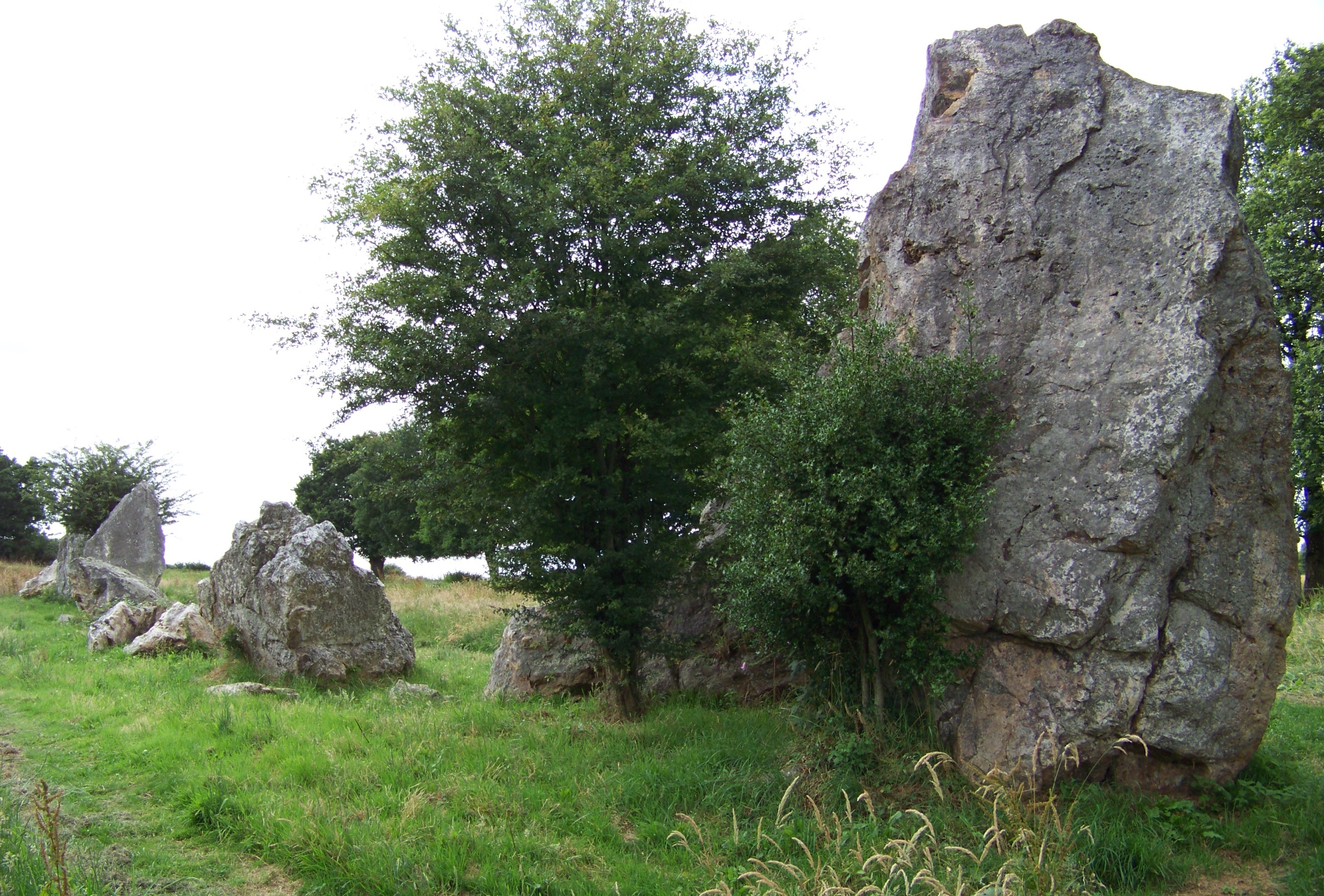
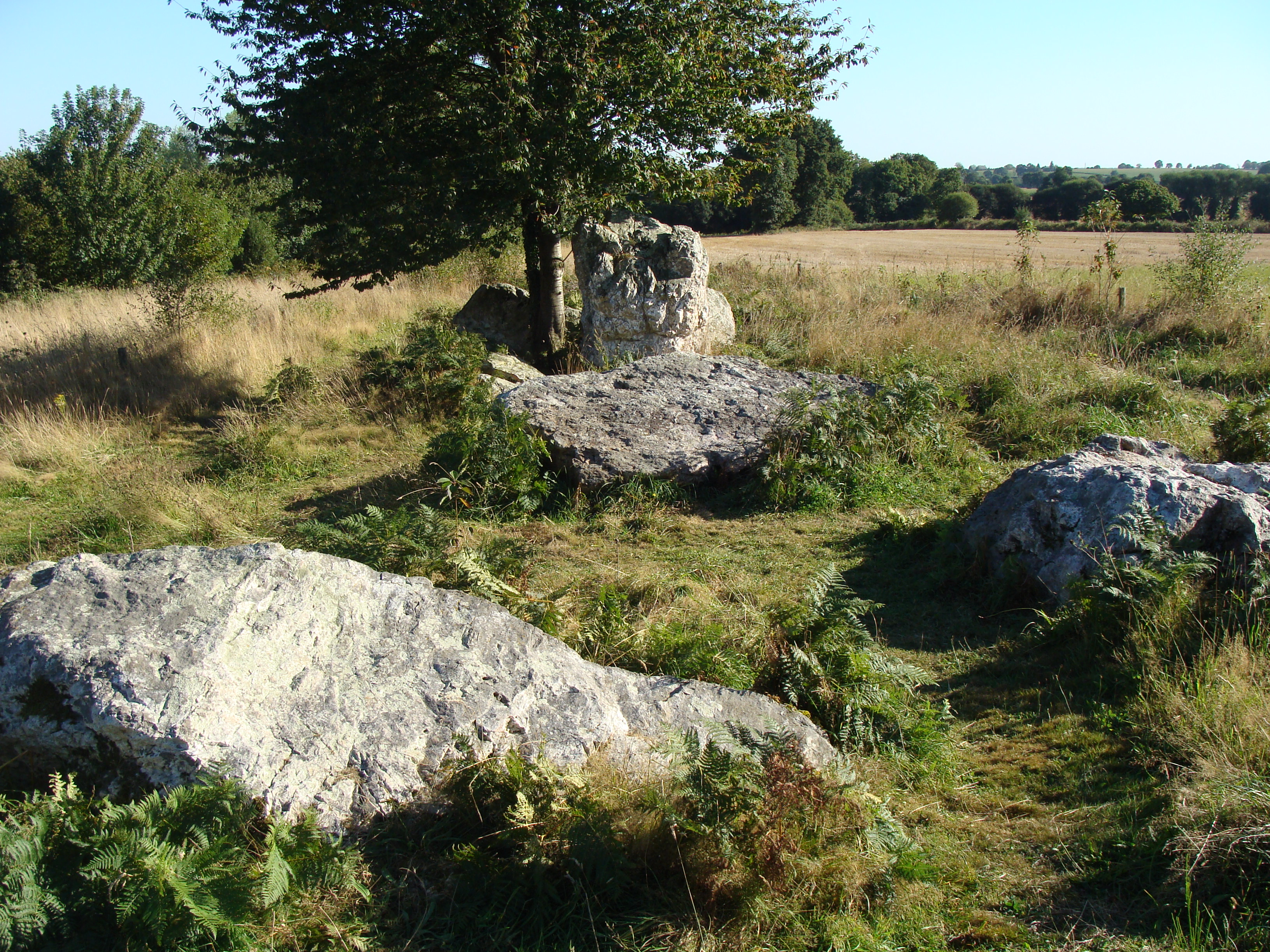

In der Nähe stehen die Menhire La Roche Carrée und Pierre Longue (Guitté).